# بلاي ستيشن 3
بلاي ستيشن 3 (بالإنجليزية: PlayStation 3 أو PS3 باختصار) (باليابانية: プレイステーション3) هو ثالث نظام ألعاب فيديو منزلي تنتجه شركة سوني بعد نظامي بلاي ستيشن وبلاي ستيشن 2. يتنافس بلاي‌ ستيشن 3 كنظام ألعاب فيديو منزلي من الجيل السابع مع نظام إكس بوكس 360 المطور من مايكروسوفت ووي المطور من قبل نينتندو.
الميزّة الرئيسية التي تُميّزُ البلاي ستيشن 3 عن أسلافِه هي خدمةُ اللعب الموحّدةُ على الشابكة (الإنترنتُ) على شبكة البلاي ستيشن (بلاي ستيشن نتورك)، وتخالف هذه الميزة بقية أجهزة البلاي‌ستيشن في سياسة سوني القديمة والتي كانت تترك ربط اللعبة مع الشابكة (الإنترنت) وطور الأونلاين مع الشركة المطورة للعبة. الميزّاتَ الرئيسيةَ الأخرى للبلاي ستيشن 3 هي قابليته العالية على تشغيله للأوساط المتعددة ذات الجودة العالية، وقدرة البلاي ستيشن 3 على الارتباط بجهاز البلاي ستيشن بورتبل عن طريق الإنترنت، واستخدام البلاي ستيشن 3 قرص تعريف عالي الجودة يسمى بقرص البلو راي المستخدم من قبل النظام كقرص مخزن للبيانات والمعلومات ذات الأحجام الكبيرة كألعاب الفيديو المخصصة للبلاي ستيشن 3 والأفلام ذات الجودة العالية، ويعتبر البلاي ستيشن 3 نظام الألعاب الوحيد من الجيل السابع الذي يحتوي على سواقة أقراص بلو راي مبنية داخل الجهاز.
أطلق جهاز البلاي ستيشن 3 أول مرة للأسواق في 11 نوفمبر 2006 في اليابان، وفي 17 نوفمبر 2006 في أمريكا الشمالية، و23 مارس 2007 في أوروبا ومنطقة أوقيانوسيا. أصدرت شركة سوني نموذجين لجهاز البلاي ستيشن 3 في بداية انطلاقه: النموذج الأول هو النموذج الأساسي المطروح في الأسواق وسعته 20 جيجا، والنموذج الثاني الذي يمتاز بسعة أكبر من النموذج الأول (60 جيجا) وعِدّة من المميزّات الإضافيةِ (النموذج الأول لَمْ يُصدَرْ في أوروبا ولا منطقة أوقيانوسيا)، منذ ذلك الحين، قامت سوني بعدة تطويرات للنموذجين السابقين، مع إضافة نموذج البلاي‌ستيشن 3 ذو سعة الثمانين جيجا والمئة وستون جيجا.
أطلقت البلاي ستيشن 3 في أمريكا الشمالية بالتزامن مع إطلاق 14 لعبة مخصصة لهذا الجهاز، و 3 ألعاب أطلقت قبل نهاية 2006. وبعد الأسبوع الأول لبدء المبيعات أعلن رسميّا أن لعبة ريزستنز: فول اوف مان، التابعة لشركة إنسومنياك غيمز، كانت اللعبة الأكثر مبيعا في أمريكا الشمالية. وقد حظيت هذه اللعبة بالمديح من قبل العديد من مواقع ألعاب الفيديو، بما فيها جيم سبوت، وآي جي إن (IGN)، الذان اعتبراها لعبة السنة لعام 2006 لجهاز بلاي ستيشن 3.

## التاريخ
كشفت شركة سوني النقاب رسمياً عن جهازها البلاي ستيشن 3 خلال مؤتمر الإي ثري الصحفي في 16 مايو سنة 2005، لكنها لم تعرض نسخة عاملة من الجهاز لا في مؤتمر الإي ثري، ولا في معرض ألعاب الفيديو في طوكيو في شهر سبتمبر من سنة 2005، إلا أنها على الرغم من ذلك قدمت بعض العروض ولقطات الفيديو من بعض أهم ألعاب الفيديو التي ستصدر حصرياً لنظام البلاي ستيشن 3 مثل ميتال غير سوليد 4: غنز أوف ذا بتريوتس وفاينال فانتاسي. أقيمت هذه العروض في مؤتمر ديفوكتس ومؤتمر مقارنة أجهزة الحاسوب شخصي.
كان النموذجُ الأولي للبلاي ستيشن 3 الذي عرض في مايو 2005 يحتوي على منفذين مخصصين لوسيط متعدد عالي الوضوح (HDMI)، ثلاث منافذ مخصصة للإيثرنتِ وستّة لليو إس بي، وعندما عرض النظام ثانيةً بَعْدَ سَنَة في مؤتمر إي 3 2006، قلل عدد المنافذ المخصصة لكابل الوسيط المتعدد عالي الوضوح، إلى منفذ واحد فقط، والإيثرنتِ من ثلاث منافذ إلى واحد وأربعة منافذ مخصصة لليو إس بي بدلاً من ستة، وذلك للتقليل من كلفة تصنيع الجهاز. نموذجان للبلاي ستيشن 3 أعلنا أيضاً للنظام: نموذج بلاي‌ستيشن 3 ذو سعة 20 جيجا بسعر 499$ ونموذج ذو سعة 60 جيجا بسعر 599$. يعتبر النموذج ذو سعة ستين غيغا هو النموذج الوحيد من النموذجين الذي يحتوي على مكان مخصص للوسيط المتعدد عالي الوضوح، واي فاي، والقابلية على قراءة الذاكرة الوميضية. أعلنتْ سوني عن إطلاق عالمي لكلا النموذجين: 11 نوفمبر في اليابان، و17 نوفمبر لأمريكا الشمالية وأوروبا.
في 6 سبتمبر 2006 أعلنت شركة سوني تأجيل إطلاق جهازها البلاي ستيشن 3 إلى مارس 2007 وذلك بسبب نقص في المواد اللازمة في صناعة سواقة أقراص البلو راي.
أعلنت شركة سوني 22 سبتمبر 2006 في معرض طوكيو لألعاب الفيديو بأنها ستضيف مكانا للوسيط المتعدد عالي الوضوح ولكن بقية مزايا نسخة البلاي ستيشن 3 ذو سعة ستين غيغا لم تنقل إلى نموذج العشرين غيغا، وأعلنت سوني أيضاً عن قرارها بتخفيض سعر الجهاز بنسبة 20% في اليابان، ووضع نموذج البلاي ستيشن 3 ذو سعة ستين غيغا لتسعير مفتوح في اليابان. أثناء هذا الحدث عرضت سوني 27 عنوان لعبة مترقبة حصرياً لجهاز البلاي ستيشن 3.

### الإطلاق

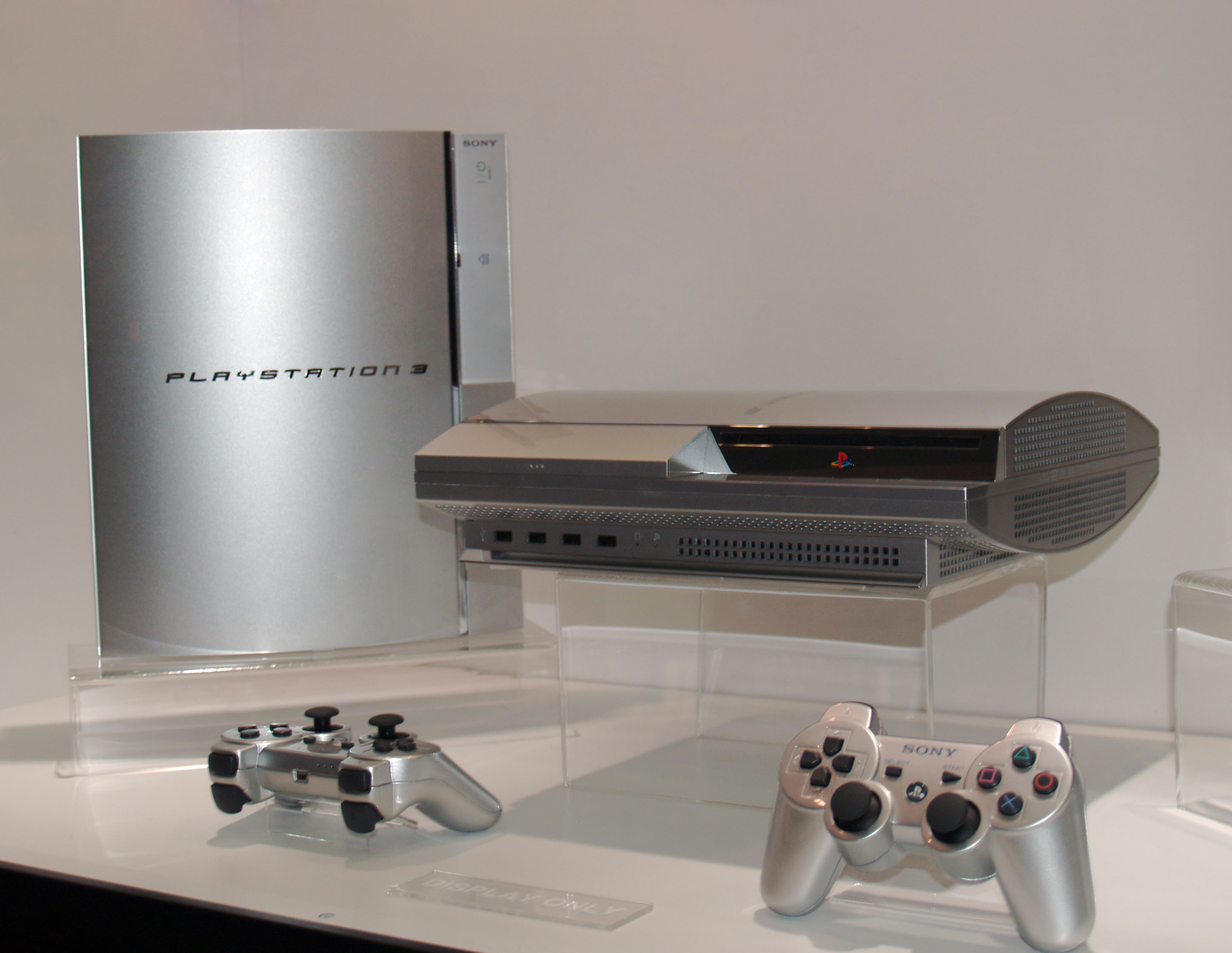
بلاي ستيشن 3 فضي اللون عرض خلال مؤتمر ال إي ثري في العام 2006.

أول إطلاق لجهاز البلاي ستيشن 3 كان في 11 نوفمبر 2006 في اليابان، وقد قوبل انطلاق الجهاز باصطفاف آلاف اليابانيين لساعات أمام المحلات التي تبيع الجهاز متحدّين بذلك الجو الممطر البارد في ذلك اليوم، وفي أول أربع وعشرين ساعة من انطلاقه في اليابان بيع 81,639 جهاز بلاي ستيشن 3.
بعد ستة أيام من إطلاق جهاز البلاي ستيشن 3 في اليابان، أطلقت سوني الجهاز بتاريخ 17 نوفمبر 2006 في أسواق أمريكا الشمالية، وأطلق الجهاز لأول مرة في أوروبا، أستراليا، أفريقيا ونيوزيلندا ومنطقة الشرق الأوسط في 22 مارس 2007.
وقعت بعض أعمال العنف بعد إطلاق البلاي ستيشن 3، منها اشتباك 60 مخيما بالقرب من المحل البائع للأجهزة، على 10 أجهزة منها فقط متوفرة في المحل.
أعلنت سوني في 24 يناير 2007 عن نيتها تخفيض سعر البلاي‌ستيشن 3 في 23 مارس 2007 في أوروبا، الشرق الأوسط، أفريقيا ونيوزيلندا. وقد بيع 600,000 جهاز في اليومين الأولين من إعلان سوني التخفيضات الجديدة.

### مواصفات الإصدارات
هنالك ستة نماذج بلاي ستيشن 3، وتُصَنَف هذه النماذج حسب سعة قرصها الصلب، والسعات المتوفرة هي: 20، 40، 60، 80 و160 و320 و500 جيجا. بداية من 12 يونيو 2008، أصبحت جميع نسخ البلاي ستيشن 3 في الأسواق مزودة بعصا تحكم أو يدة تحكم «ديول شوك»، وكابل يو إس بي لربط يدة التحكم بجهاز البلاي ستيشن 3، سلك الفيديو والصوت الخاص بالجهاز، وكابل إيثرنت (للنماذج ذات سعة 20، 60، 80، 120 غيغا فقط)، وكابل الربط بالكهرباء.
أطلقت سوني نموذج جديد للجهاز يتميز بصغر حجمه (290مم x 65مم x 290مم) وتوفيره لكمية للكهرباء المستهلكة، وإلى جانب التغييرات الشكلية يتميز هذا الإصدار بمعالج بدقة 45 نانومتر مما يجعله فعالا وذات مدة حياة أعلى ويأتي أيضا مع HDD 120GB وفيرموار 3.00. إلى جانب هذا يفقد هذا الطراز لونه اللماع ويحل مكانه لون أسود فحمي.
| الميزة: | 20 جيجابايت (إن تي إس سي) | 40 جيجابايت (PAL, NTSC)                                                         | 60 جيجابايت (NTSC)        | 60 جيجابايت (PAL)          | 80 جيجابايت (NTSC          | 160 جيجابايت (PAL, NTSC) | 120 جيجابايت SLIM | 250 جيجابايت SLIM         | 320 جيجابايت SLIM   |
| --- | ------------------------- | ------------------------------------------------------------------------------- | ------------------------- | -------------------------- | -------------------------- | ------------------------ | ----------------- | ------------------------- | ------------------- |
| الألوان | أسود لامع                 | أسود لامع، أبيض خزفي (أمريكا، آسيا واليابان فقط)، فضي حريري (آسيا واليابان فقط) | أسود لامع                 | أسود لامع                  | أسود لامع                  | أسود لامع                | أسود غير لامع     | أسود غير لامع، أبيض، وردي | أسود غير لامع، أبيض |
| منافذ USB | 4                         | 2                                                                               | 4                         | 4                          | 2                          | 2                        | 2                 | 2                         | 2                   |
| 802.11 b/g واي فاي | نعم                       | نعم                                                                             | نعم                       | نعم                        | نعم                        | نعم                      | نعم               | نعم                       | نعم                 |
| قارئ ذاكرة وميضية | لا                        | لا                                                                              | نعم                       | نعم                        | لا                         | لا                       | لا                | لا                        | لا                  |
| مرصع بالكروم | لا                        | نعم                                                                             | نعم                       | نعم                        | نعم                        | نعم                      | لا                | لا                        | لا                  |
| يدعم الأقراص المدمجة الصوتية العالية الدقة | نعم                       | لا                                                                              | نعم                       | نعم                        | نعم                        | لا                       | لا                | لا                        | لا                  |
| متوافق مع بلاي‌ستيشن 2 | نعم — جهاز (محرك العاطفه) | لا                                                                              | نعم — جهاز (محرك العاطفه) | نعم — برنامج محاكي للألعاب | نعم — برنامج محاكي للألعاب | لا                       | لا                | لا                        | لا                  |
| أول توفر | نوفمبر 2006               | أكتوبر 2007                                                                     | نوفمبر 2006               | مارس 2007                  | أغسطس 2007                 | نوفمبر 2008              | سبتمبر 2009       | أكتوبر 2009               | سبتمبر 2010         |
| في الإنتاج | لا                        | لا                                                                              | لا                        | لا                         | لا                         | لا                       | نعم               | نعم                       | نعم                 |
| جميع الإصدارات تحتوي على: سواقة بلو-راي/دي في دي/سي دي، وصلة وسائط متعددة عالية الدقة، بلوتوث 2.0، جيجابت إيثرنت، متوافقة مع البلاي‌ستيشن 3 من خلال برامج المحاكاه. |                           |                                                                                 |                           |                            |                            |                          |                   |                           |                     |

### المبيعات
| المنطقة                         | عدد القطع المباعة                     | بداية العرض     |
| ------------------------------- | ------------------------------------- | --------------- |
| كندا                            | " 1.5 مليون" اعتبارًا من 6 أكتوبر 2010 | نوفمبر 17، 2006 |
| اليابان                         | 6.3 مليون اعتبارًا من 13 أبريل 2010    | نوفمبر 11، 2006 |
| أوروبا                          | 16 مليون اعتبارًا من 17 أغسطس 2010     | مارس 23، 2007   |
| المملكة المتحدة                 | 3 ملايين اعتبارًا من 26 يناير 2010     | مارس 23، 2007   |
| الولايات المتحدة الأمريكية      | 13.5 مليون اعتبارًا من 14 أبريل 2010   | نوفمبر 17، 2006 |
| أنحاء العالم منذ 31 ديسمبر 2008 | 55.5 مليون                            |                 |

تقدر تكلفة البلاي ستيشن 3 المبدئية بثمانمائة وخمسة دولارات أمريكية لنموذج البلاي‌ستيشن 3 ذو سعة 20 جيجا بايت و$840.35 لنموذج البلاي ستيشن 3 ذو سعة 60 غيغا، رغم ذلك قررت شركة سوني بأن تبيع نموذجي البلاي ستيشن 3 بأسعار أقل من تكلفة صنعها حيث بيع نموذج العشرين جيجا بأربعمائة وتسعة وتسعون دولار أمريكي ونموذج الستين غيغا بخمسمائة وتسعة وتسعون دولار أمريكي، مما يعني أن شركة سوني تكبدت خسارة قدرها 250 دولار أمريكي لكل جهاز بلاي ستيشن 3 يباع في السوق، أي بحدود 1.97 مليار دولار أمريكي خسارة في سنة بيعها الأولى للجهاز. بعد ظهور هذه النتائج، أعلن كين كتاراكي رئيس شركة سوني إنترتينمنت نيته التقاعد من منصبه، وقد خمنت العديد من وكالات الأخبار بأن سبب تقاعده هو المبيعات الضعيفة لجهاز البلاي ستيشن 3 مقارنةً بجهازي الوي والإكس بوكس 360، عقبت شركة سوني كومبيتر إنترتينمنت على هذا الخبر بالقول أن «السيد كتراكي كان يقرر التقاعد من الشركة قبل ظهور هذه النتائج».
توقع المدير التنفيذي لشركة سوني إنترتينمنت كاز هيريا في يناير 2008 أن البلاي ستيشن 3 ستبدأ بجني الأرباح في بداية عام 2009، بينما المحلل نيكو سيتاجروب توقع بأن البلاي ستيشن 3 قادرة على أن تصل إلى مرحلة جني الأرباح في أغسطس 2008. في يناير 2009 أعلنت سوني بأن قسم الألعاب من الشركة (سوني كومبيتر إنترتينمنت) قسم مربح لشركة سوني، بالرغم من خسارة الشركة لكل جهاز بلاي ستيشن 3 يباع في السوق. صرّح المدير التنفيذي بأن هدفه للبلاي ستيشن 3 هو بيع 150 مليون جهاز في التسع سنين القادمة، أي أن يتغلب جهاز البلاي ستيشن 3 على جهاز سوني السابق للألعاب، وهو البلاي ستيشن 2، في المبيعات.
انخفضت تكلفة إنتاج البلاي ستيشن 3 بشكل كبير منذ انطلاق الجهاز وذلك بسبب تناقص أسعار العتاد الصلب الخاصة به. منذ يناير 2008 انخفضت قيمة التكلفة الصناعية للبلاي ستيشن 3 إلى 400$ دولار أمريكي.

## العتاد

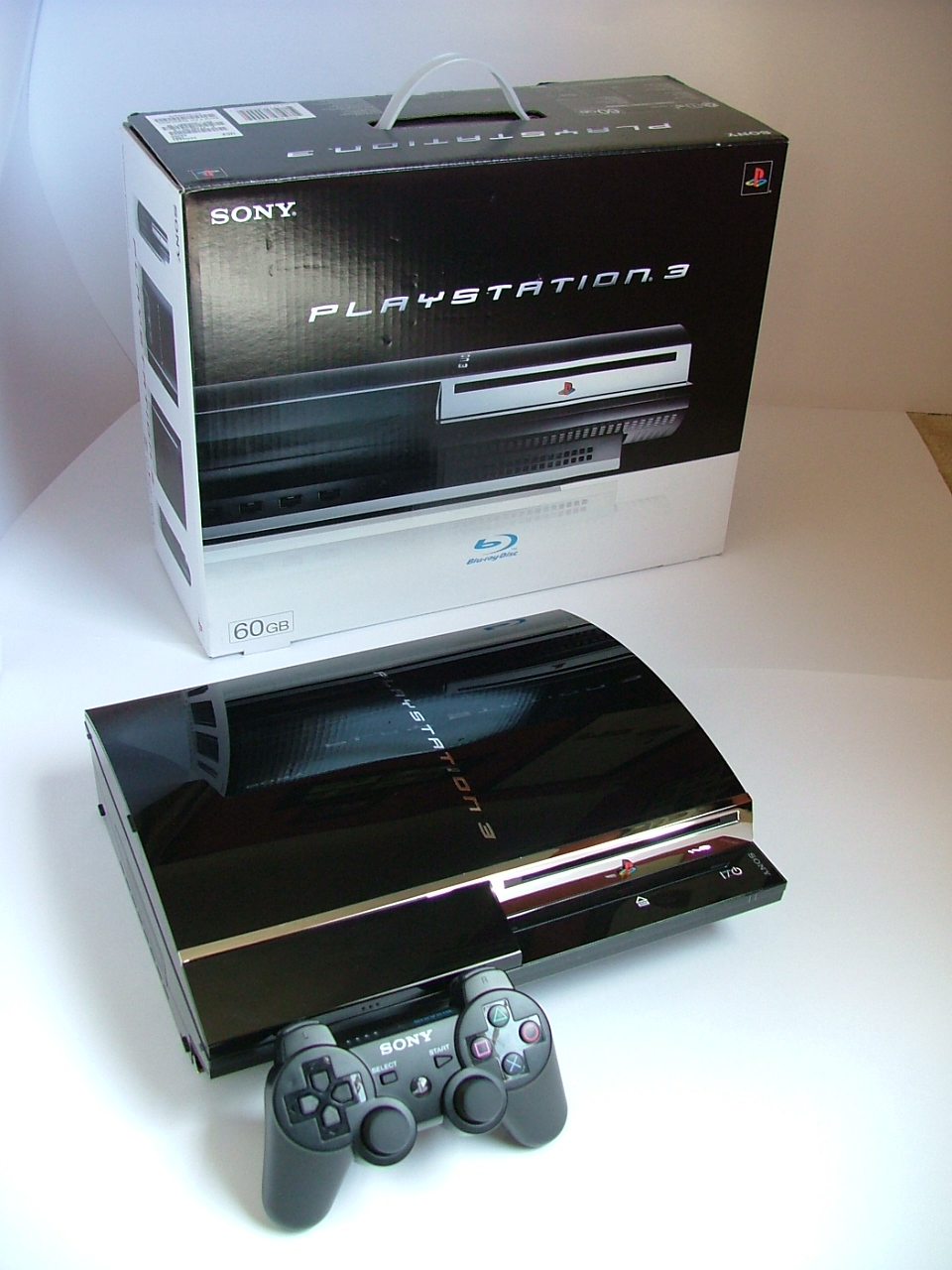
نموذج البلاي‌ستيشن 3 ذو سعة 60 جيجا مع صندوقه وقبضة تحكمه.

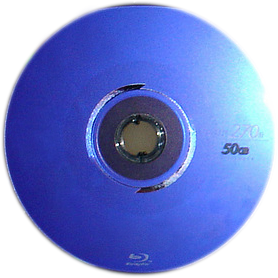
قرص بلو راي.

البلاي ستيشن 3 ذات لون أسود براق، مطبوع عليها شعار الجهاز الشهير "PlayStation 3" بشكل أنيق باللون الفضي على الجهة اليسرى منها. يمكن تنصيب جهاز البلاي ستيشن 3 أفقيا أو رأسيا بحيث يظهر الجهاز محدبا من الجهة اليسرى عند تنصيبه رأسيا، ومحدبا من الجهة العليا عندما يتم تنصيبه أفقيا.
يمتاز جهاز البلاي ستيشن 3 عن بقية أجهزة الألعاب من الجيل السابع بسواقة أقراصه المشغلة لأقراص البلو راي، والتي تستطيع قراءة أقراص ألعاب الفيديو لأنظمة سوني السابقة لألعاب الفيديو الخاصة بالبلاي ستيشن والبلاي ستيشن 2، بالإضافة إلى ألعاب الفيديو المخصصة للبلاي ستيشن 3 والأفلام المخزنة على أقراص البلو راي ذات الجودة العالية، وأقراص الدي في دي والسي دي، ويستطيع النظام تشغيل أنواع أخرى من الأقراص والبيانات.
عند بداية إطلاق البلاي ستيشن 3 أطلقت سوني للأسواق نموذجين فقط للجهاز: نموذج العشرين غيغا والستين غيغا، وفي وقت لاحق تم إضافة عدة نماذج أخرى وهي نموذج الأربعين، 80، و160 غيغا. تتضمن جميع نماذج البلاي ستيشن 3 نظام تخزين ساتا 2.5 الذي يمنح الجهاز خاصية ترقية مساحة سعة الجهاز، بإضافة غيغات إضافية لسعة الجهاز يدويا.
يستخدم جهاز البلاي ستيشن 3 خلية معالجة دقيقة (بالإنجليزية: Cell microprocessor) مصممة من قبل شركة سوني، توشيبا وآي‌بي‌إم كوحدة المعالجة المركزية للجهاز، والتي تعمل على استخدام سبعة من ثمانية عناصر التحليل التآزرية (بالإنجليزية: Synergistic processing elements) التي يحتويها الجهاز والتي يختصر اسمها إلى «SPE- إس بي إي»، وسبب استخدام سبعة فقط من هذه العناصر بدلاً من الثمانية بأكملها، هو تحسين مستوى عمل الرقاقة، بحيث تبقى واحدة من العناصر غير مفعلة كاحتياط في حال تعطل أحدها، مما يمنع تعطل الرقاقة بأكملها.
يمتلك جهاز البلاي ستيشن 3 معالج رسوم متطور يدعى NVIDIA RSX، والذي من خلاله يستطيع الجهاز تحمل الفيديوات ذات الجودة العالية والمتوسطة للصورة والتي تترواح ما بين 480i/576i SD إلى 1080p. يعتمد نظام البلاي‌ستيشن 3 على نظام ذاكرة رئيسي يدعى XDR تبلغ قوته 256 ميغا بايت ونظام ذاكرة فيديو GDDR3 تبلغ قوته 256 ميغا بايت لرقاقة معالج الرسومات تم وضع كود لها باسم «RSX - آر إس أكس».
يتميز نظام البلاي ستيشن 3 باحتوائه على شبكة البلوتوث، جيجا بت إيثرنت، يو إس بي ووسيط متعدد عالي الوضوح، وتتواجد جميع هذه الخاصيات في جميع أجهزة البلاي ستيشن 3 المباعة في الأسواق حاليا. تحتوي نماذج بلاي ستيشن 3 ذات سعة 40، 60، و80 غيغا بايت على شبكة واي فاي مبنية داخل الجهاز، بينما نموذج الستين غيغا بايت يحتوي أيضاً على قارئ ذاكرة وميضية، وتمتاز البلاي ستيشن 3 بإمكانية استخدام اللاعبين لسبعة قبضات تحكم معاً عن طريق شبكة البلوتوث لاسلكياً.

### الملحقات

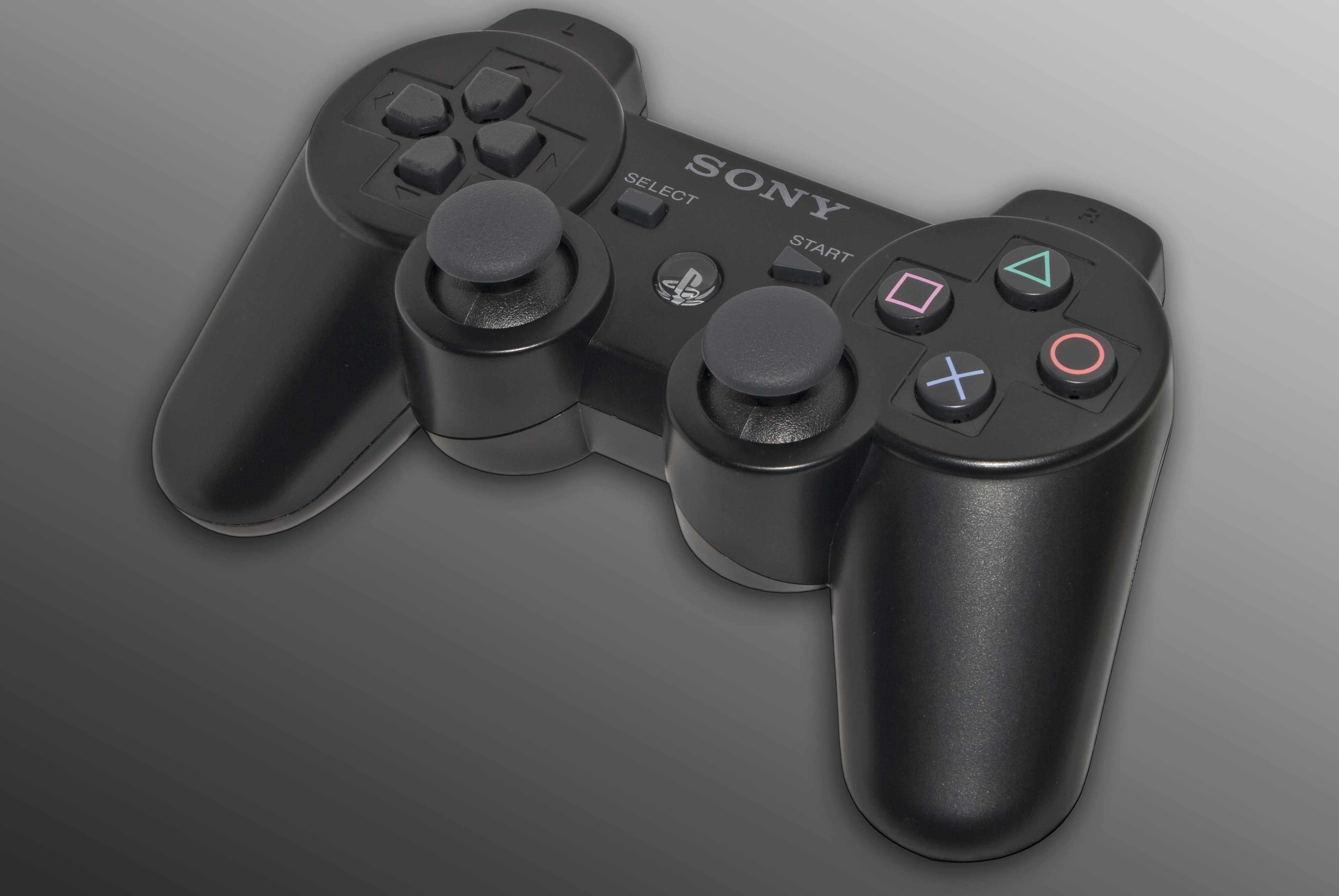
يد تحكم "سداسية المحور"

هنالك العديد من ملحقات البلاي ستيشن 3، أهمها قبضتي التحكم سداسية المحور، وDualShock 3، بالإضافة إلى الحاكوم (ريموت كنترول) المخصص للتحكم بالجهاز، وكاميرا البلاي ستيشن آي (بالإنجليزية: PlayStation Eye camera).
أعلنت سوني في معرض ألعاب طوكيو لعام 2007 عن نيتها إصدار قبضة تحكم تجمع ما بين خاصية القبضة سداسية المحور وخاصية الاهتزاز لقبضة تحكم DualShock 3. انطلقت القبضة سداسية المحور المهتزة أولاً في اليابان في 11 نوفمبر 2007، وفي أمريكا الشمالية في 15 أبريل 2008، وفي أوروبا في 2 يوليو 2008. تميزت يد التحكم هذه بثقل وزنها مقارنة بقبضة التحكم سداسية المحور العادية، وبقدرتها الاهتزازية المشابهة لقدرة قبضة DualShock 3.

## البرمجيات

### نظام التشغيل
يحمل الجهاز نظاماً يدعى «نظام تشغيل البلاي ستيشن 3». يستطيع مستخدم البلاي ستيشن 3 أن يحمل الترقية الجديدة لبرنامج نظام البلاي ستيشن 3 مباشرة للجهاز من خلال شبكة البلاي ستيشن (بالإنجليزية: PlayStation Network) وأيضاً من خلال موقع البلاي ستيشن 3 نفسه ثم نقل الترقية الحديثة من خلال يو إس بي إلى نظام الجهاز. تقبل بعض إصدارات الجهاز تحميل أنظمة تشغيل أخرى عليها، مثل نظام تشغيل لينكس، لكن تم إيقاف هذه الميزة بشكل رسمي في أبريل من سنة 2010، أي حين أطلق الإصدار 3.21 من النظام.

#### واجهة المستخدم الرسومية
يتضمن نظام البلاي ستيشن 3 واجهة مستخدم اسمها "كروس ميديا بار أو اختصاراً: إكس إم بي (بالإنجليزية: XMB™ XrossMediaBar) تستخدم سوني هذه الواجهة في عدد من منتجاتها الأخرى. يعرض الصف الأفقي محتويات النظام وفقاً للفئات وتظهر على الشاشة تسعة فئات، ويعرض العمود الرأسي العناصر التي تحتويها الفئة. والفئات التسعة المرتبة أفقياُ هي فئة: المستخدمين، الإعدادات، الصور، الموسيقى، الفيديو، الألعاب، وشبكة البلاي ستيشن، وهذه الفئة تضم متجر البلاي ستيشن 3، وأخيراً فئة الأصدقاء، والتي من خلالها يستطيع المستخدم التواصل مع أصدقائه عن طريق الدردشة أو المكالمة الصوتية والمرئية ويمكنه أيضا إرسال الصور والملفات عن طريق إرفاقها مع الرسائل.
تسمى الشاشة الرئيسية في XMB™ القائمة الرئيسية، وهي نفسها قائمة جهاز سوني المحمول، البلاي ستيشن المحمولة، لكن مع تعديلات لتلائم البلاي ستيشن 3.

## الألعاب

غلاف لعبة ميتال غير سوليد 4.

صاحب انطلاق البلاي ستيشن 3 في أمريكا الشمالية 14 عنوان لعبة فيديو مخصصة لها، وثلاث ألعاب أخرى أصدرت قبل نهاية عام 2006. كانت لعبة ريزستنز: فول اوف مان أكثر الألعاب مبيعاً للإسبوع الأول لانطلاق البلاي ستيشن 3، وحصدت انتقادات إيجابية من العديد من مواقع الإنترنت المخصصة لألعاب الفيديو.
صاحب انطلاق البلاي ستيشن 3 في أوروبا 24 لعبة فيديو مخصصة للعمل عليها. أكثر ألعاب بلاي ستيشن 3 لعام 2007 مبيعا في العالم كانت لعبتي هيفنلي سورد وميتال غير سوليد 4: غنز أوف ذا بتريوتس.
عرضت سوني في مؤتمر الإي ثري لعام 2007 العديد من الألعاب الحصرية لنظام ألعاب البلاي ستيشن 3، من أهم هذه الألعاب لعبة ميتال غير سوليد 4، هيفنلي سورد، ليتل بغ بلانت وكيل زون 2 والتي أصدرت لاحقا في الربع الأول من عام 2007 وفي العام 2008 والعام 2009.
بيع 155 مليون لعبة فيديو مخصصة للبلاي ستيشن 3 حول العالم منذ انطلاق الجهاز حتى 31 ديسمبر 2008، وبحلول 30 سبتمبر 2010، وصل عدد الألعاب المباعة إلى 350.6 مليون لعبة.

## القبول والنقد
أستُقبِلَ نظام البلاي ستيشن 3 بوابل من الانتقادات الحادة من العديد من النقاد ومواقع الإنترنت المخصصة لألعاب الفيديو، وبُررت الانتقادات الحادة للجهاز بارتفاع سعر البلاي ستيشن 3 وردائة جودة الألعاب الأولى التي أصدرت على النظام مقارنةً ببقية أنظمة ألعاب الفيديو من الجيل السابع، وفي وقت لاحق تغيرت هذه الانتقادات إلى إيجابية بعد تخفيض سوني لسعر الجهاز، انتصار أقراص البلو راي المنتجة من قبل سوني على أقراص HD دي في دي، وإصدار ألعاب الفيديو ذائعة الصيت مثل لعبتي ميتال غير سوليد 4 ولعبة ليتل بغ بلانت على الجهاز.
أعطت مجلة عالم الحاسوب (بي سي وورلد) جهاز البلاي ستيشن 3 المرتبة الثامنة على قائمتها المخصصة لأكبر إخفاقات عام 2006 في التكنولوجيا، حيث بررت المجلة وضعها جهاز البلاي ستيشن 3 في القائمة بتأخر انطلاق الجهاز وارتفاع سعره وعدم قدرته على منافسة الأنظمة الأخرى في تلك السنة، أما موقع جيم رادر فأعطى المركز الأول لجهاز البلاي ستيشن 3 في قائمته المخصصة لإخفاقات عالم ألعاب الفيديو في ذلك العام، وتسائلت المجلة، حول كيفية استطاعة سوني تحويل حالة الجماهير بغضون سنة من الترقب والتلهف لجهاز البلاي‌ستيشن 3 إلى حالة الكره التي عمت المواقع والمنتديات في الإنترنت، وأكملت المجلة بالقول بأنه على الرغم من ذلك، النظام له إمكانيات كبيرة يجب أن تستغلها سوني من أجل مستقبل الجهاز.
ولخصت مجلة بزنس ويك آراء العامة بقولها إنها معجبة بإمكانيات النظام الكبيرة، ولكن غير معجبة بأداء الجهاز حالياً.
على الرغم من آراء انتقادات الصحافة الأولية الحادة للنظام، بعض المواقع في شبكة الإنترنت أعطت جهاز البلاي ستيشن 3 تقيمات جيدة، فمثلاً موقع سي أن أي تي البريطايني استقبل الجهاز بتقيم 8.8 من 10، وبرر الموقع تقيميه بأن البلاي ستيشن 3 أداة ترفيه منزلية ممتازة وأن سعره يلائم جودة الترفيه التي يقدمها، وأعطت عدة مواقع أخرى تقيمات إيجابية للجهاز،
وقام بعضها بمراجعة انتقاداته الحادة للجهاز مثل موقع «أي آر إس تكنايا» الذي غير تقيمه للبلاي ستيشن من 10/6 إلى 10/9.

## البلاي‌ ستيشن 3 في المنطقة العربية
أطلق جهاز البلاي ستيشن 3 في المملكة العربية السعودية وفي الإمارات وبقية دول الخليج العربي في 23 مارس 2007، وفي يوم الانطلاق أعلنت سلسلة محلات كارفور في الإمارات عن نيتها بفتح أبواب محلاتها في منتصف الليل لبيع أول جهاز بلاي ستيشن 3. بيع الجهاز عند بداية انطلاقه في الإمارات بسعر 2499 درهم إماراتي وهو سعر أقل بقليل من سعر الجهاز في أوروبا، وكعرض ترويجي للمنتج، قررت سلسلة متاجر كارفور إعطاء 3 من أول مشترين لجهاز البلاي ستيشن 3 تذاكر حضور حفل شاكيرا في مدينة دبي.
أقامت سوني بطولة عربية لسباقات الألعاب الإلكترونية والتي أقيمت في المملكة العربية السعودية والإمارات العربية المتحدة ومصر والكويت والبحرين وقطر كعرض ترويجي لجهاز البلاي ستيشن 3 في المنطقة العربية وكانت مكافئة البطولة للرابح الأوّل رحلة إلى اليابان لثلاث ليال مع صديق له، وتجربة قيادة سيّارة «نيسان جي تي ـ آر» الرياضيّة في حلبة «إيغير نوردواند»، بالإضافة إلى تلفزيون إل.سي.دي من طراز سوني برافيا بمقاس 40 بوصة، وجهاز بلاي ستيشن.
تعتبر لعبة الفيديو WALL-E المطورة من قبل شركة ديزني اللعبة المعربة الوحيدة المتوفرة لجهاز البلاي ستيشن 3، حيث أعلنت شركة ديزني عن نيتها بتعريب لعبات الفيديو المقتبسة من قصص أفلامها بداية من لعبة WALL-E.
لايوجد خيار اللغة العربية ضمن قائمة اللغات المتوفرة لواجهة المستخدم الرسومية والقائمة الرئيسية للبلاي ستيشن 3، ولا يدعم متصفح الإنترنت لجهاز البلاي ستيشن 3 الأحرف العربية، وقد أثار ذلك بعض الاستياء لمستخدمي البلاي ستيشن 3 الناطقين باللغة العربيّة مما حذا بهم إلى رفع عريضة شكوى موقعة بأكثر من 21941 توقيع إلى شركة سوني وإلى هذه اللحظة لم تلب شركة سوني مطالب العريضة.
في مقابلة نشرت في 21 أغسطس 2010، تحدث ”جيم راينز“، نائب القسم الترفيهي لشركة سوني في أوروبا عن إمكانية دعم الألعاب التي تنتجها سوني للغة العربية حيث وصف حدوث هذا الأمر بالمستبعد في الوقت الراهن، إلا أنه لم يستبعد مشاهدة ألعاب بمحتويات عربية في غضون سنتين إلى ثلاث سنوات مقبلة إذا سارت مبيعات الجهاز بشكل جيد ولم تحدث أي قرصنة للجهاز. أما بخصوص تعريب واجهة المستخدم الرسومية، فأكد على صعوبة العملية وتطلبها الكثير من الجهد والاستثمار، وأن مشروع دعم اللغة العربية ليس داخلاً في مخططات فريق تطوير شبكة البلاي ستيشن في الوقت الراهن.

## وصلات خارجية
- الموقع الرسمي العالمي للبلاي ستيشن
- الموقع الرسمي لجهاز البلاي ستيشن 3 في دولة الإمارات العربية المتحدة (بالإنجليزية)
- دليل المستخدم لجهاز البلاي ستيشن 3 باللغة العربية
- عريضة الشكوى المطالبة بإضافة اللغة العربية لجهاز البلاي ستيشن 3